# Judith Élida Acuña
Judith Élida Acuña de Giorgetti (f. 8 de mayo de 2005) fue una política argentina del Partido Peronista Femenino. Fue elegida a la Cámara de Diputados de la Nación Argentina en 1951, integrando el primer grupo de mujeres legisladoras en Argentina con la aplicación de la Ley 13.010 de sufragio femenino. Representó al pueblo de la provincia de Corrientes entre 1952 y 1955.

## Biografía
Originaria de Goya (Corrientes), creció en una familia de origen humilde.
Adhirió al peronismo y formó parte del Partido Peronista Femenino de Corrientes y fue candidata a senadora provincial.
En las elecciones legislativas de 1951 fue candidata del Partido Peronista en la 1.° circunscripción de la provincia de Corrientes, siendo una de las 26 mujeres elegidas a la Cámara de Diputados de la Nación Argentina. Junto con Angélica Esperanza Dacunda, fueron las dos mujeres elegidas en dicha provincia. Asumió el 25 de abril de 1952. Integró la comisión de Comunicaciones y Transporte. Concluyó su mandato en abril de 1955.
Años más tarde, junto con su esposo fueron dueños de una finca de tabaco en Corrientes y administró almacenes en Buenos Aires.
En 1983 recibió una medalla recordatoria por parte del Congreso de la Nación Argentina, junto con otras exlegisladoras.
Falleció el 8 de mayo de 2005.